# Astragalus tokachiensis
Astragalus tokachiensis är en ärtväxtart som beskrevs av Takasi Takashi Yamazaki och Yuichi Kadota. Astragalus tokachiensis ingår i släktet vedlar, och familjen ärtväxter. Inga underarter finns listade i Catalogue of Life.